# جیمی دیویس (بازیکن فوتبال)
جیمی دیویس (انگلیسی: Jimmy Davis؛ ۶ فوریهٔ ۱۹۸۲ – ۹ اوت ۲۰۰۳) یک بازیکن فوتبال بود.